# Ophiactis sinensis
Ophiactis sinensis är en ormstjärneart som beskrevs av Ole Theodor Jensen Mortensen 1934. Ophiactis sinensis ingår i släktet Ophiactis och familjen bandormstjärnor. Inga underarter finns listade i Catalogue of Life.